# Leonel Marshall, Sr.
Leonel Marshall, Sr. (né le 31 juillet 1954) est un joueur de volley-ball cubain. Il participe aux Jeux olympiques d'été de 1976 et aux Jeux olympiques d'été de 1980. Lors de ses premiers Jeux olympiques, il remporte la médaille de bronze en jouant l'intégralité des six matchs de la compétition. En 1980, il finit à la septième place du tournoi. Il est le père de Leonel Marshall Jr également joueur de volley-ball.

## Palmarès

### Jeux olympiques
- Jeux olympiques de 1976 à Montréal,  Canada
  -  Médaille de bronze.